# Salix gonggashanica
Salix gonggashanica là một loài thực vật có hoa trong họ Liễu. Loài này được C.F. Fang & A.K. Skvortsov miêu tả khoa học đầu tiên năm 1999.